# Ascorhynchus breviscapus
Ascorhynchus breviscapus là một loài nhện biển trong họ Ascorhynchidae. Loài này thuộc chi Ascorhynchus. Ascorhynchus breviscapus được miêu tả khoa học năm 1968 bởi Stock.